# ثيسمية
الثيسمية (الاسم العلمي:Thismiaceae) هي فصيلة من النباتات تتبع رتبة الديسقوريات من طائفة الزنبقانية.

## الأجناس
- الثيسمة